# مارکو دورباتو
مارکو دورباتو (ایتالیایی: Marco D'Urbano؛ زادهٔ ۱۵ اوت ۱۹۹۱) دوچرخه‌سوار اهل ایتالیا است.
از باشگاه‌هایی که در آن رکاب زده‌است می‌توان به روت–آکروس و اندرونی جوکاتولی–سیدرمک اشاره کرد.